# 海南巴豆
海南巴豆（学名：Croton laui）为大戟科巴豆属下的一个种。

## 扩展阅读
- 維基物種上的相關：海南巴豆